# Faraj Al-Barasi
Faraj Al-Barasi   (Regne de Líbia, 1960 - 8 de novembre de 1989) és un exfutbolista libi de la dècada de 1980.
Fou internacional amb la selecció de futbol de Líbia. Pel que fa a clubs, destacà a Al-Nasr Bengasi.